# Boesio
Der Boesio ist ein rund 12 Kilometer langer Zufluss des Lago Maggiore in der italienischen Provinz Varese, Lombardei. Die Staatsstraße 394 folgt teilweise dem Flusslauf. Im Boesio leben Forellenfische und Karpfenfische. Das Wasser des Flusses ist verschmutzt.

## Verlauf
Der Boesio entsteht auf 270 m s.l.m. bei Cuveglio und nur wenig nordwestlich von Cuvio durch den Zusammenfluss von Canale Boesio Nuovo und Canale Nuovo. Der Fluss durchfließt das Valcuvia von Osten nach Westen und passiert dabei die Gemeindegebiete von Casalzuigno, Azzio, Brenta, Gemonio und Cittiglio. Bei Laveno-Mombello mündet der Boesio auf 193 m s.l.m. in das Ostufer des Lago Maggiore.